# Сутички в Оромія (2020)
1 липня 2020 року в регіоні Оромія Ефіопії та Аддіс-Абеби загинули 81 людина. Протести спалахнули одразу після смерті співака та активіста Хачалу Хундесса, якого розстріляли  в Аддіс-Абебі. Серед загиблих в сутичці також є дядько Гундесса, було заарештовано багато політичних активістів, серед яких Явар Мухаммед, Бекеле Герба з політичної партії Федеральний демократичний рух Оромо, а також Ескіндер Нега та Сінтайеху Чекол з руху Балдерас.
В офіційній заяві уряду стверджується, що вбивство Хачалу Гундесса було організовано Фронтом Народного Визволення Тиграя та Яваром Мохаммедом. Уряд стверджує, що намір полягав у похороні Хачалу Гундесса в Аддіс-Абебі, щоб розлючені юнаки Оромо, які приїхали б у місто, знищили статуї та пам'ятники це б в свою чергу призвело б до того, щоб вони зіткнулися з місцевим мешканцями. 
План полягав у використанні  насильства для дискредитації та повалення уряду Абія Ахмеда. 
2 липня 2020 року Джавар Мухаммед та його послідовники були притягнуті до суду і звинувачені у підбурюванні до насильства та заподіянні смерті цивільних осіб. Генеральний прокурор країни також зазначив, що Явар Мухаммед буде нести відповідальність за подію жовтня 2019 року, де в результаті публікації у Facebook, яку зробив Явар Мухаммед, було вбито понад 86 людей. 5 липня 2020 року повідомлялося, про ще 85 загиблих, загальна кількість 166. Понад 1000 людей заарештовано.